# Tsjoekotstrojlag
De Tsjoekotstrojlag (Russisch: Чукотстройлаг; "bouwkamp van Tsjoekotka"), ergens tussen 1951 en 1952 hernoemd tot Tsjoekotski ITL (Чукотский ИТЛ), was een hervormingswerkkamp (ITL) van de Goelag in het oosten van Tsjoekotka dat opgericht werd om de activiteiten van het staatsbouwbedrijf Tsjoekotstroj (een onderdeel van de Dalstroj) vorm te geven. In het kamp waren op het hoogtepunt ongeveer 7.000 gevangenen werkzaam. In totaal zouden er ongeveer 40.000 gevangenen hebben gewerkt. Bij de MVD-telling van 1952 werden 333 "contra-revolutionairen" (vaak politieke gevangenen) geteld.
De Tsjoekotstrojlag werd opgericht ter ontsluiting van de ertsen (tin en wolfraam) die in 1937 in het Egvyvatapskigebergte in het binnenland van Tsjoekotka waren ontdekt. Deze ertsen bevonden zich echter in een gebied waar geen enkele infrastructuur was, waarop in de jaren 1940 werd besloten tot de aanleg van een haven bij Egvekinot in het zuiden van Tsjoekotka, vanwaaruit een ruim 200 kilometer lange weg moest worden aangelegd naar de wingebieden, op de plek van de huidige plaats Ioeltin. Daarbij moesten de mijnen worden opengesteld, een ertsveredelingsbedrijf worden gebouwd en een machinedepot worden gebouwd voor het vervoer naar de haven van Egvekinot. In 1946 arriveerde het schip Sovjetskaja Latvia met de eerste wegenbouwers (voornamelijk gevangenen) voor de bouw van de weg.
In augustus 1949 werd rondom de activiteiten de Tsjoekotstrojlag opgericht als onderdeel van de Sevvostlag. Het bestuur bevond zich in Egvekinot. De gevangenen hielden zich bezig met de aanleg van de haven en havenfaciliteiten in de Krestabaai (bij Egvekinot), de aanleg van een elektriciteitscentrale op diesel bij het dorpje Ozerny ten noorden van Egvekinot, de aanleg van de luchthaven Egvekinot, de bouw van een hoogspanningsleiding en een weg tussen Egvekinot en Ioeltin, mijnwerkzaamheden in de mijnen Ioeltin en Poljarny, de bouw van het ertsveredelingsbedrijf en een elektriciteitscentrale in Ioeltin en -met de inwerkingstelling van het ertsveredelingsbedrijf- de winning van wolfraam-concentraat. In 1951 werd de weg voltooid. In juni 1956 werd het kamp opgeheven. In 1959 werd het ertsveredelingsbedrijf volledig in werking gesteld.
In 1995 werd Ioeltin opgeheven nadat de voorraden grotendeels waren uitgeput.